# Aleš Rejthar
Aleš Rejthar (30. června 1938, Hrotovice – 16. října 2015) byl český lékař-onkolog.

## Biografie
Aleš Rejthar se narodil v roce 1938 v Hrotovicích, jeho otcem byl veterinář, který však z politických důvodů byl kritizován režimem a tak jeho syn nemohl přímo studovat a musel se věnovat práci na státním statku. V roce 1956 odmaturoval na tehdejší jedenáctiletce v Třebíči a následně nastoupil na pozici laboranta radiologie na Ortopedické klinice nemocnice u sv. Anny v Brně a po roce nastoupil na studium na lékařské fakultě Masarykovy univerzity, kterou absolvoval v roce 1963. Během studia působil na patologické-anatomickém ústavu v nemocnici u sv. Anny a následně byl umístěn do nemocnice v Mostě.
Roku 1967 se vrátil do Brna, kde se vrátil na patologicko-anatomický ústav při sv. Anně, kde působil jako externí pedagog a posléze i jako pedagog a vedoucí laboratoře nádorové imunologie a tkáňových kultur. Od roku 1983 pracoval na tehdejším Výzkumném ústavu klinické a experimentální onkologie, kde se věnoval onkologické patologii. Po roce 1990 pomáhal založit patologické oddělení v nemocnici Brno-Bohunice a následně od roku 2001 působil jako přednosta patologicko-anatomického ústavu u sv. Anny, roku 2002 byl jmenován profesorem. Jako přednosta působil do roku 2007, kdy odešel do důchodu. Následně působil jako konzultant.
Věnoval se primárně výzkumu a léčbě lymfomů, maligních melanomů, karcinomů prsu a ženských pohlavních orgánů. Napsal jako autor či spoluautor více než 200 publikací a působil jako šéfredaktor časopisu Klinická onkologie.